# Laucha (Thüringen)
Laucha ist ein Ortsteil der Landgemeinde Hörsel im Nordwesten des thüringischen Landkreises Gotha.

## Geographie

### Geographische Lage
Das Dorf liegt am gleichnamigen Flüsschen Laucha an einer flachen, nach Süden orientierten Ausbuchtung des Hörseltales.

### Ausdehnung des Gebiets
Die Gesamtfläche der Gemarkung Laucha beträgt 665 Hektar.

## Geschichte
Der Ortsname Laucha wurde in Verbindung mit dem Gewässernamen als Ableitung vom althochdeutschen louh – Lauch – gebildet. Laucha kann somit als „Ort am Bach, wo Lauch wächst“ gedeutet werden. Der Siedlungsname ist hierbei sekundär und hat die erste Namensform Lawcha.

### Mittelalter
Laucha wird im Jahre 1039 in einer Urkunde Kaiser Konrads II. genannt.
Anfang des 13. Jahrhunderts werden Herren von Louchaha erwähnt, die wohl zunächst eine einfache Burg erbaut hatten und später auf der benachbarten Burg Tennberg bei Waltershausen als Burgmannen dienten. Ihr Leumund war schlecht, denn sie wurden als Raubritter bekannt und von dem Thüringer Landgrafen verjagt. Der Ort Laucha gehörte zu dieser Zeit zum Burgbezirk und späteren Amt Tenneberg. 1401 wurden die Güter an das Kloster Reinhardsbrunn veräußert, die Burg – aus der später ein Schloss wurde – gelangte an die Herren von Teutleben. Die Bewohner von Laucha waren überwiegend Bauern, der Ort lag verkehrsgünstig an einem Seitenast der Hohen Straße im Abschnitt Gotha-Eisenach.

### Frühe Neuzeit und 19. Jahrhundert
Sowohl der Dreißigjährige Krieg wie auch der Großbrand im Dorf von 1719 brachten großes Unheil mit sich. Anfang des 18. Jahrhunderts erfolgten unter Friedrich von Hopffgarten, der das Gut 1714 erworben hatte, weitere Umbauten. Das entstandene, sogenannte Weiher-Schloss hatte eine ungewöhnliche Bauform, angelehnt an das berühmte Toppler-Schlösschen in Rothenburg ob der Tauber. Das massive steinerne Erdgeschoss über rechteckigem Grundriss hatte ein gotisches Tor und kleine schlitzartige Fenster. Darüber erhob sich ein Fachwerkgeschoss mit Butzenscheibenfenstern, das über das Erdgeschoss kragte und dem Bau damit einen besonders romantischen Eindruck verlieh. Im Inneren befand sich ein Renaissance-Kamin mit reichen Verzierungen und der Jahreszahl 1589. Das Schloss war ab Mitte des 19. Jahrhunderts unbewohnt. Laucha gehörte nach dem Erwerb durch die Herren von Hopffgarten bis zur Aufhebung der Patrimonialgerichte Mitte des 19. Jahrhunderts zum Hopffgartenschen Gericht im Herzogtum Sachsen-Gotha-Altenburg bzw. Sachsen-Coburg und Gotha.

### 20. und 21. Jahrhundert
1945 wurde zunächst der Schlosspark weitgehend abgeholzt, 1947/48 das Schloss abgetragen. Einsprüche von Denkmalpflegern hatten keinen Erfolg. Der Abriss erfolgte auf der Grundlage des Befehls 209 der sowjetischen Besatzungsmacht zur Beseitigung von Adelssitzen. Erhalten sind noch ein Wirtschaftsgebäude aus Fachwerk, der große Weiher und nachgewachsener Park. An der Stelle des Schlosses steht jetzt die Parkgaststätte.
Am 18. März 1994 war Laucha eine der sieben Gründungsgemeinden der Verwaltungsgemeinschaft Hörsel. Durch Beschluss des Thüringer Landtags am 16. November 2011 konnte die Verwaltungsgemeinschaft Hörsel zum 1. Dezember 2011 aufgelöst und durch einen freiwilligen Zusammenschluss der zehn bisher selbstständigen Gemeinden Aspach, Ebenheim, Fröttstädt, Hörselgau, Laucha, Mechterstädt, Metebach, Teutleben, Trügleben und Weingarten die Landgemeinde Hörsel neu gebildet werden.

### Einwohnerentwicklung
Entwicklung der Einwohnerzahl (jeweils 31. Dezember):
| - 1994 – 510 - 1995 – 520 - 1996 – 525 - 1997 – 532 | - 1998 – 526 - 1999 – 547 - 2000 – 547 - 2001 – 543 | - 2002 – 547 - 2003 – 540 - 2004 – 532 - 2005 – 536 | - 2006 – 533 - 2007 – 534 - 2008 – 531 - 2009 – 549 | - 2010 – 549 - 2014 – 549 |

Datenquelle: Thüringer Landesamt für Statistik

## Ehemalige Bürgermeister
Bei der Bürgermeisterwahl am 13. Juni 1999 wurde Wolf-Hagen Kaufmann zum ehrenamtlichen Bürgermeister der Gemeinde gewählt. Er wurde bei den Bürgermeisterwahlen am 27. Juni 2004 und am 6. Juni 2010 in seinem Amt bestätigt. Seine Amtszeit begann am 1. Juli 2010. Mit der Umwandlung zur Landgemeinde wurde er zum 1. Dezember 2011 zum Ortsteilbürgermeister (mit einer Amtszeit bis 2016).
- 1994–1999: Heinrich Habbicht (CDU)[7]
- 1999–2011: Wolf-Hagen Kaufmann (Lauchaer Union der Zukunft [LUZ])[8][9][10]

## Kultur und Sehenswürdigkeiten

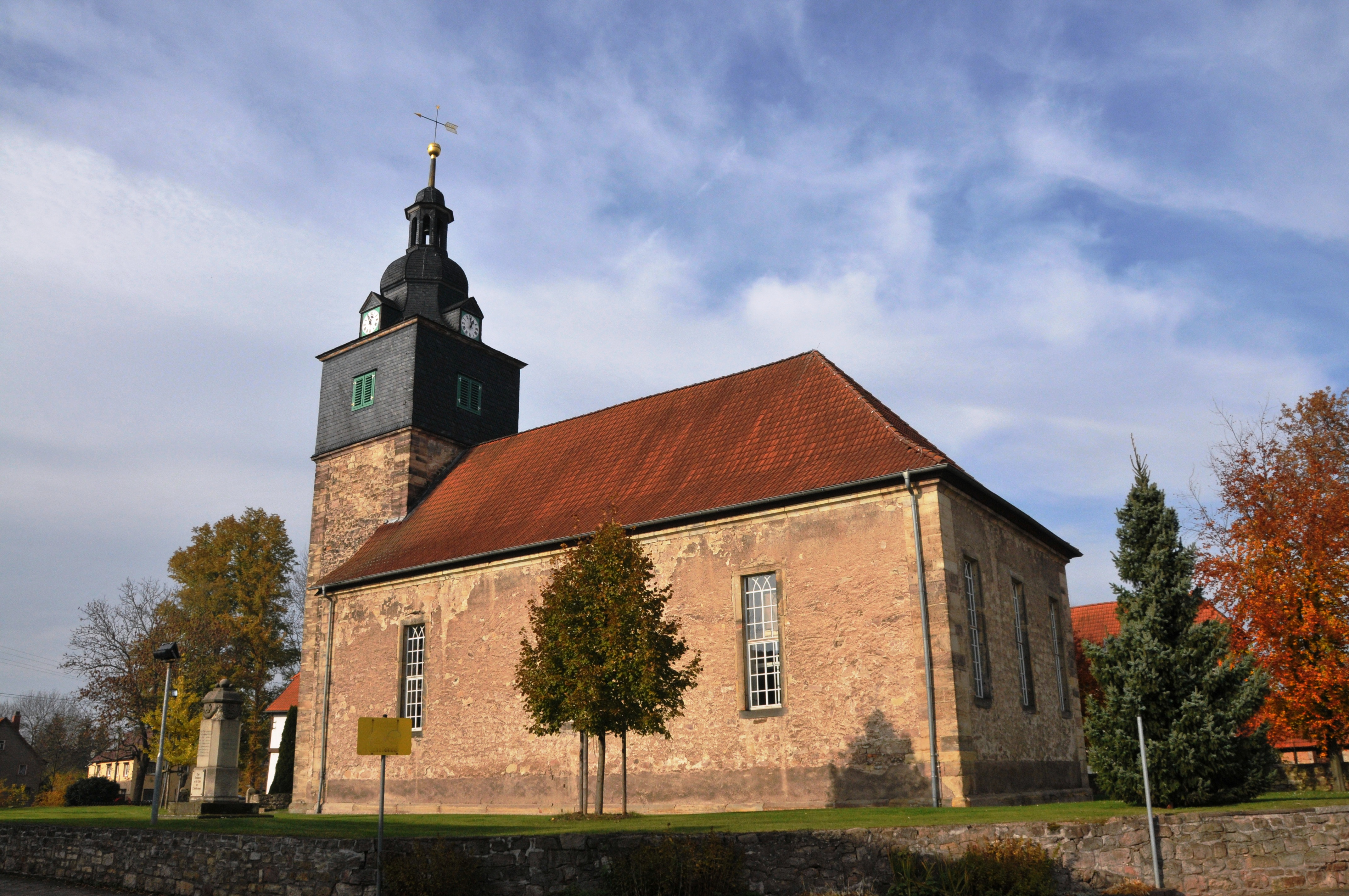
Die Kirche

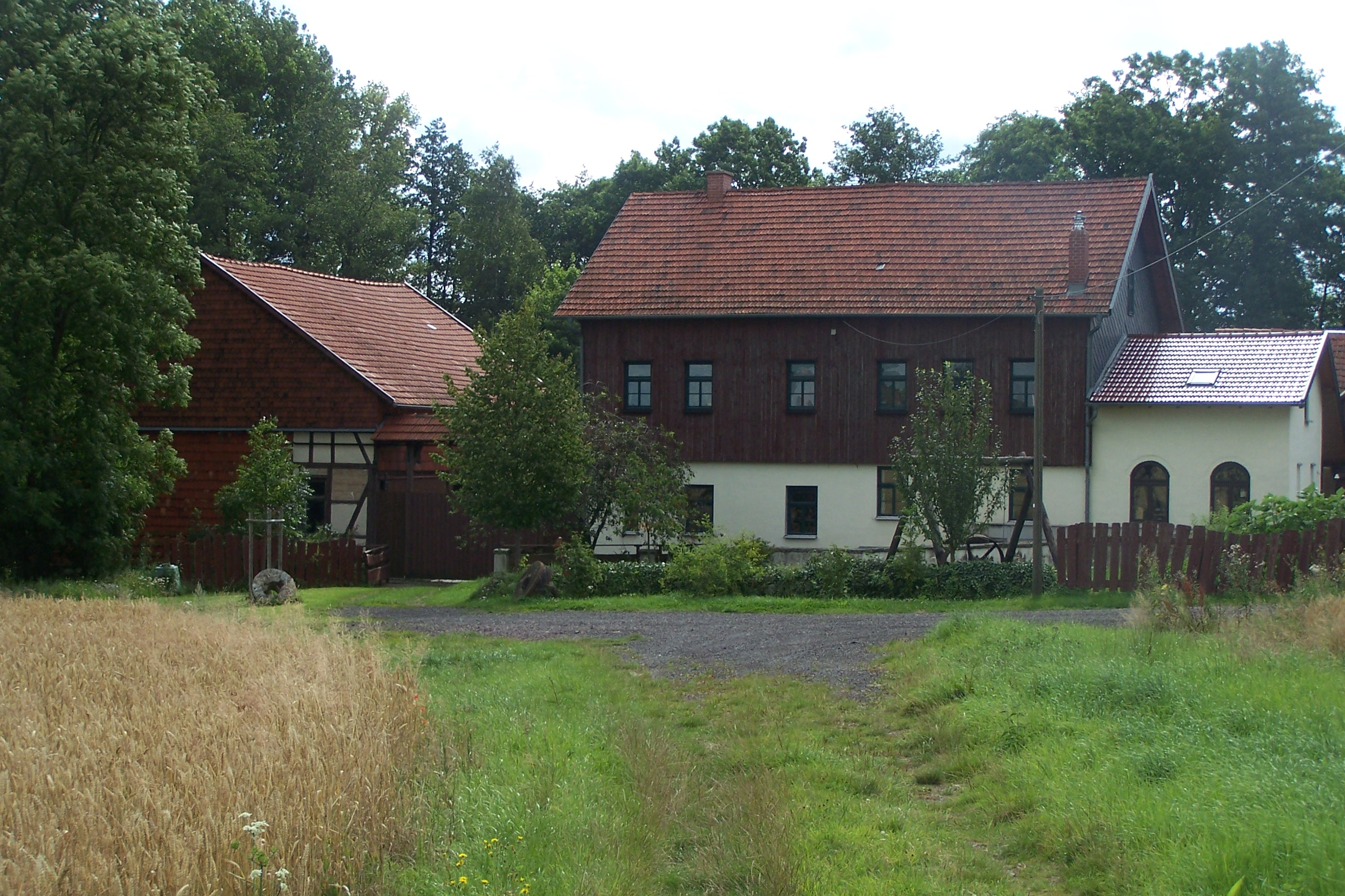
Blick zur Riethmühle

### Bauwerke
- In der Ortsmitte befindet sich die St.-Kilians-Kirche. Das Bauwerk wurde ab 1720 nach dem Großbrand von 1719 in schlichter Form als barocke Saalkirche neu aufgebaut. Sie enthält nur eine Empore. Um 1888 erhielt die Kirche eine Orgel aus der Werkstatt des Meisters Hugo Böhm aus Gotha, die 2005 von Orgelbau Waltershausen restauriert wurde. 1971–1973 wurde die Kirche wegen Sturmschäden baupolizeilich geschlossen und sollte von der Denkmalschutzliste gestrichen werden. Sie konnte allerdings mit Spendengeldern ab 1992 restauriert und 1994 im Rahmen eines Dorffestes neu geweiht werden. Im Inneren befindet sich ein Kanzelaltar und ein Taufstein von 1722. An die Vorgängerkirche erinnert noch das Kreuzgratgewölbe im Erdgeschoss des Turms.[11][12] Die Kirche gehört mit der Marienkirche in Mechterstädt und der St.-Michaelis-Kirche in Teutleben zum Kirchspiel Mechterstädt.
- Ein von der Riethmühle in den Schlosspark versetztes Steinkreuz erinnert an einen Mordfall.[13]
- Kriegerdenkmal aus den 1920er Jahren vor der Kirche für die 17 im Ersten Weltkrieg gefallenen Lauchaer Soldaten, Gedenktafel auch für die Toten aus dem Zweiten Weltkrieg.
- Im Park befindet sich ein Gedenkstein und die sogenannte Ulfen-Eiche – diese sollen an die Verbrüderung der Männergesang-Vereine von Laucha und Ulfen im Jahr 1990 erinnern.

### Naturdenkmäler
Im westlichen Teil der Ortslage befindet sich, um einen Teich gelegen, der Schlosspark mit einer Ausflugsgaststätte.

## Verkehr
Unmittelbar südlich der Ortslage führt die Bundesautobahn 4 am Ort vorbei, bei Laucha befindet sich die Anschlussstelle Waltershausen.
Durch Laucha führen mehrere Rad- und Fernwanderwege, so der Radfernweg Thüringer Städtekette.

## Persönlichkeiten

### Söhne und Töchter des Ortes
- Kaspar von Teutleben (1576–1629), als Hofmarschall von Sachsen-Weimar begründete er die Fruchtbringende Gesellschaft.

### Weitere bekannte Einwohner
- Christian Steffani (1780–1846), Geistlicher, Theologe und Lehrer, Pfarrer in Laucha, gründete dort eine Schule
- Martin Gimm (* 1930 in Waltershausen), Universitätsprofessor, war ca. 1945–1949 Organist in Laucha.